# Socket AM4
Il socket AM4 è un socket PGA utilizzato dalle CPU di AMD costruite sulle microarchitetture Zen (inclusi Zen+, Zen 2 e Zen 3) ed Excavator .
AM4 è stato lanciato a settembre 2016 ed è stato progettato per sostituire i socket AM3+, FM2+ e FS1b in un'unica piattaforma. Il socket ha 1331 pin ed è il primo AMD a supportare la memoria DDR4 e a raggiungere la compatibilità unificata tra CPU di fascia alta (in precedenza utilizzava socket AM3+) e APU di fascia bassa di AMD (su vari altri socket). Nel 2017 AMD si è impegnata a utilizzare il socket AM4 fino al 2020.
AM5 è successore della piattaforma AM4 alla fine del 2022 con l'introduzione della serie Ryzen 7000.

## Caratteristiche

Il chipset X370 supporta più schede grafiche. Ma il numero di slot PCIe disponibili dipende dalla CPU/APU.

- Supporto per la famiglia di CPU e APU basate su Zen (inclusi Zen+, Zen 2 e Zen 3) (Ryzen, Athlon), nonché per alcune APU serie A e CPU Athlon X4 (Bristol Ridge basato sulla microarchitettura Excavator)
- Supporto per PCIe 3.0[4] e PCIe 4.0[8]
- Supporto fino a 4 moduli di RAM DDR4 in configurazione dual channel[9]

## Dissipatore
Il socket AM4 prevede i 4 fori per il fissaggio del dissipatore alla scheda madre da posizionare negli angoli di un rettangolo di dimensioni 54×90 mm. I socket precedenti avevano come dimensioni 48×96 mm.
Alcuni dissipatori di calore per socket più vecchi non sono compatibili. Alcuni produttori di dispositivi di raffreddamento, tuttavia, sembrano offrire staffe che consentono ai dispositivi di raffreddamento precedentemente prodotti di funzionare con AM4, mentre altri dispositivi di raffreddamento sono stati riprogettati. In alternativa, alcuni produttori di schede madri includono fori di montaggio per i dissipatori AM3 e AM4, consentendo l'utilizzo dei dissipatori della generazione precedente. I dispositivi di raffreddamento AM4 che utilizzano un approccio a dua staffe (come AMD Wraith Prism) con AM4 e con i vecchi Socket 754/939.

## Chipset
Il socket AM4 è attualmente una base per 8 modelli di chipset. Mentre i processori per questo socket sono stati progettati come system in a package (SiP), con i tradizionali northbridge e southbridge a bordo del processore, il chipset della scheda madre aumenterà il numero di linee PCI Express e altre funzioni di connettività. Queste funzioni di connettività includono: NVMe, SATA e USB 3.2 Gen 2.
Esistono anche varianti senza chipset di A320 e X370, chiamate rispettivamente A300 e X300, che si basano esclusivamente sul die di I/O integrato nella CPU; queste piattaforme sono progettate esclusivamente per sistemi SFF (Small Form Factor) in cui esiste la possibilità che non ci sia spazio sufficiente sulla scheda per adattarsi a un chipset vero e proprio; questi "chipset" sono inoltre disponibili esclusivamente per uso OEM e non sono disponibili per l'acquisto con le schede SFF.
| Modello | Data di disponibilità | Supporto PCIe | Multi-GPU   | Multi-GPU   | Supporto USB | Storage features | Storage features | Storage features | overclocking | TDP     | Supporto CPU | Supporto CPU | Supporto CPU | Supporto CPU | Supporto CPU | Architettura  |
| Modello | Data di disponibilità | Supporto PCIe | CrossFire   | SLI         | Supporto USB | SATA ports       | RAID             | AMD StoreMI      | overclocking | TDP     | Excavator    | Zen          | Zen+         | Zen 2        | Zen 3        | Architettura  |
| ------- | --------------------- | ------------- | ----------- | ----------- | ------------ | ---------------- | ---------------- | ---------------- | ------------ | ------- | ------------ | ------------ | ------------ | ------------ | ------------ | ------------- |
| A300    | 2017 feb              | Nessuno       | Non testato | Non testato | Nessuno      | Nessuna          | Sì               | No               | No           | ~120 μW | No           | Sì           | Sì           | Sì           | Sì           | Knoll Express |
| X300    | 2017 feb              | Nessuno       | Non testato | Non testato | Nessuno      | Nessuna          | Sì               | No               | Sì           | ~120 μW | No           | Sì           | Sì           | Sì           | Sì           | Knoll Express |
| Pro 500 | 2020 jan              | Nessuno       | Non testato | Non testato | Nessuno      | Nessuna          | Sconosciuto      | Sconosciuto      | No           | ~120 μW | No           | Parziale     | Parziale     | Parziale     | Parziale     | Knoll Express |
| A320    | 2017 feb              | PCIe 2.0 ×4   | No          | No          | 1, 2, 6      | 4                | 0, 1, 10         | No               | Limited      | ~5.8 W  | Sì           | Sì           | Sì           | Vari         | Vari         | Promontory    |
| B350    | 2017 feb              | PCIe 2.0 ×6   | Sì          | No          | 2, 2, 6      | 4                | 0, 1, 10         | No               | Sì           | ~5.8 W  | Sì           | Sì           | Sì           | Vari         | Vari         | Promontory    |
| X370    | 2017 feb              | PCIe 2.0 ×8   | Sì          | Sì          | 2, 6, 6      | 8                | 0, 1, 10         | No               | Sì           | ~5.8 W  | Sì           | Sì           | Sì           | Vari         | Vari         | Promontory    |
| B450    | 2018 mar              | PCIe 2.0 ×6   | Sì          | No          | 2, 2, 6      | 4                | 0, 1, 10         | Sì               | Sì, with PBO | ~5.8 W  | Varies       | Sì           | Sì           | Sì           | Varies       | Promontory    |
| X470    | 2018 mar              | PCIe 2.0 ×8   | Sì          | Sì          | 2, 6, 6      | 8                | 0, 1, 10         | Sì               | Sì, with PBO | ~5.8 W  | Varies       | Sì           | Sì           | Sì           | Varies       | Promontory    |
| A520    | 2020 aug              | PCIe 3.0 ×6   | No          | No          | 1, 2, 6      | 4                | 0, 1, 10         | Sì               | No           | ~5.8 W  | Varies       | Varies       | Sì           | Sì           | Varies       | Promontory    |
| B550    | 2020 jun              | PCIe 3.0 ×10  | Sì          | Varies      | 2, 2, 6      | 6                | 0, 1, 10         | Sì               | Sì, with PBO | ?       | Varies       | Varies       | Sì           | Sì           | Varies       | Promontory    |
| X570    | 2019 jul              | PCIe 4.0 ×16  | Sì          | Sì          | 8, 0, 4      | 12               | 0, 1, 10         | Sì               | Sì, with PBO | ~15 W   | No           | Sì           | Sì           | Sì           | Sì           | Bixby         |

1. ↑  Linee PCIe fornite dal chipset. La CPU fornisce altre linee PCIe 3.0 o 4.0.
2. ↑  USB 3.2 Gen 2, USB 3.2 Gen 1, USB 2.0
3. ↑  I chipset Knoll consumano "energia insignificante...dopo [l'avvio] in modalità sospensione", valore di potenza basato su un tipico controller SPI
4. ↑  Limitato a SKU specifici con il marchio Ryzen Pro e Athlon Pro
5. ↑  Solo le CPU pre-Zen possono essere overcloccate.
6. ↑  È necessario l'aggiornamento del BIOS. La disponibilità può dipendere dal produttore.
7. 1 2  Gli aggiornamenti beta del BIOS potrebbero essere resi disponibili dai produttori di schede madri.
8. ↑  Il solo B550A in versione OEM è un B450 rinominato
9. ↑  7 watt con raffreddamento passivo (denominato X570).

## Compatibilità
Nel 2020, AMD ha dovuto affrontare alcune critiche quando il 7 maggio è stato annunciato che i suoi microprocessori Ryzen 5000 basati su Zen 3 sarebbero stati compatibili solo con le nuove schede madri AM4 con chipset serie 500. Ciò è stato spiegato perché la dimensione dei BIOS delle scheda madre non era abbastanza grande da supportare l'intera gamma di processori con socket AM4. Ciò aveva deluso alcuni utenti poiché, come descritto da AnandTech, "...avevano supposto che ciò significasse che qualsiasi scheda madre basata su piattaforma AM4 sarebbe stata in grado di accettare tutti i processori prodotti dal 2016 al 2020, incluso il nuovo Zen 3...". Dopo l'annuncio, alcuni produttori di schede madri hanno annunciato che stavano pianificando di aggiungere il supporto per i processori Zen 3 tramite aggiornamenti del BIOS.
Il 19 maggio 2020, tuttavia, AMD ha cambiato la sua posizione e ha dichiarato che Zen 3 sarebbe arrivato su alcune  vecchie schede madri selezionate con chipset X470 e B450 tramite un aggiornamento del BIOS. Ciò potrebbe essere ottenuto disabilitando il supporto per alcuni vecchi processori AM4 nella ROM del BIOS per allocare spazio per supportare i processori più recenti.
Il 12 novembre 2021, secondo TechPowerUp, ASUS e Gigabyte sono stati i pochi fornitori che hanno consentito l'uso di Ryzen 5000 sulla scheda madre A320 e, secondo Tom's Hardware, ciò è stato fatto rimuovendo il supporto per i processori Fusion di settima generazione e la serie Athlon X4 (Bristol Ridge) di AMD.